# Kimyogar Olmaliq
Kimyogar Olmaliq (uzb. «Kimyogar» Olmaliq futbol klubi, ros. Футбольный клуб «Кимёгар» Алмалык, Futbolnyj Kłub "Kimiogar" Ałmałyk) – uzbecki klub piłkarski, mający siedzibę w mieście Olmaliq na wschodzie kraju. Założony w roku 1990.
W 1992 występował w Oʻzbekiston PFL.

## Historia
Chronologia nazw:
- 1990: Ximik Olmaliq (ros. «Химик» Алмалык)
- 1991–1992: Kimyogar Olmaliq (ros. «Кимёгар» Алмалык)
- 1993: FK Olmaliq (ros. ФК «Алмалык»)
- 1994: Kimyogar Olmaliq (ros. «Кимёгар» Алмалык)

Piłkarski klub Ximik został założony w miejscowości Olmaliq w 1988 roku i reprezentował miejscowy zakład chemiczny. W 1990 po reorganizacji systemu lig ZSRR klub otrzymał prawo gry w Drugiej Niższej Lidze, strefie 8 Mistrzostw ZSRR. W 1991 zmienił nazwę na Kimyogar Olmaliq.
W 1992 debiutował w pierwszych niepodległych rozrywkach Wyższej Ligi Uzbekistanu, gdzie zajął przedostatnie 16. miejsce i spadł do Pierwszej Ligi. W 1993 jako FK Olmaliq zajął 12. miejsce. W 1994 powrócił do historycznej nazwy Kimyogar Olmaliq, jednak z powodu bankructwa zrezygnował z dalszych rozgrywek i został rozformowany.

## Sukcesy

### Trofea międzynarodowe
Nie uczestniczył w rozgrywkach azjatyckich (stan na 31-05-2015).

### Trofea krajowe
Uzbekistan
| \| \| Zdobyte trofea w rozgrywkach Uzbekistanu (stan na: 31-05-2015) \| |                                                                |      |          |
| Rozgrywki                                                               | Osiągnięcie                                                    | Razy | Sezon(y) |
| Mistrzostwo                                                             | I miejsce                                                      | 0    |          |
| Mistrzostwo                                                             | II miejsce                                                     | 0    |          |
| Mistrzostwo                                                             | III miejsce                                                    | 0    |          |
| Mistrzostwo                                                             | 16. miejsce                                                    | 1    | 1992     |
| Puchar                                                                  | zdobywca                                                       | 0    |          |
| Puchar                                                                  | finalista                                                      | 0    |          |
| Puchar                                                                  | 1/8 finału                                                     | 1    | 1993     |
| II liga                                                                 | I miejsce                                                      | 0    |          |
| II liga                                                                 | II miejsce                                                     | 0    |          |
| II liga                                                                 | III miejsce                                                    | 0    |          |
| II liga                                                                 | 12. miejsce                                                    | 1    | 1993     |
| Uzbekistan                                                              | Zdobyte trofea w rozgrywkach Uzbekistanu (stan na: 31-05-2015) |      |          |

ZSRR
- Wtoraja Niższaja liga ZSRR:
  - 6. miejsce w grupie: 1991

## Stadion
Klub rozgrywał swoje mecze domowe na stadionie Metallurg w Olmaliqu, który może pomieścić 12,500 widzów.

## Piłkarze
Znani piłkarze:
- / Furqat Esanbaev
- / Aleksandr Volkov

## Trenerzy
...
- 1990–1992: / Valeriy Vasilenko

...